# چو بیونگ-دوک
چو بیونگ-دوک (انگلیسی: Cho Byung-deuk؛ زادهٔ ۲۶ مهٔ ۱۹۵۸) بازیکن فوتبال اهل کره جنوبی بود.
از باشگاه‌هایی که در آن بازی کرده‌است می‌توان به باشگاه فوتبال پوهانگ استیلرز اشاره کرد.
وی همچنین در تیم‌های ملی فوتبال زیر ۲۰ سال کره جنوبی و کره جنوبی بازی کرده‌است.
وی در مسابقات بین‌المللی در مجموع برندهٔ ۱ مدال طلا، ۲ مدال نقره شده‌است.